# 錫帕基拉

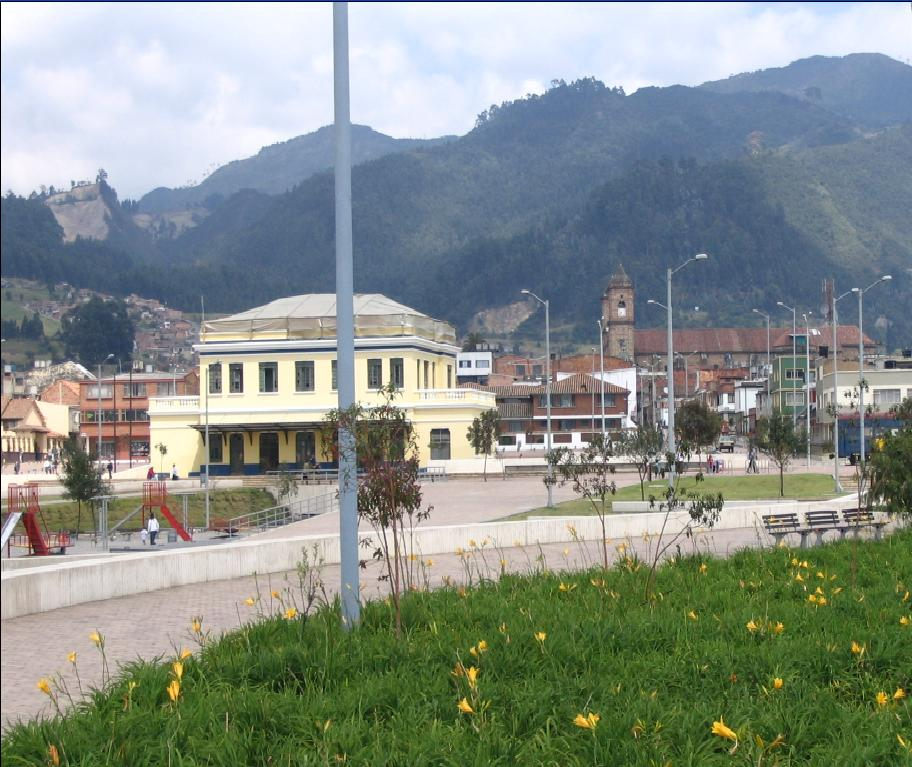

錫帕基拉是哥倫比亞的城市，位於該國中部，由昆迪納馬卡省負責管轄，距離首都波哥大28公里，始建於1600年7月18日，面積194平方公里，海拔高度2,652米，2005年人口100,589。最出名的是一間用鹽制的大教堂。

## 外部連結
- Zipaquirá official website
- FOTW : Flag and Coat of arms of Zipaquira （页面存档备份，存于）
- Daily tours to the Salt Catedral of Zipaquirá. （页面存档备份，存于）
- Guia historica, cultural, turistica y comercial de Zipaquirá

05°02′N 74°00′W / 5.033°N 74.000°W